# کریستوفر دورانگ
کریستوفر دورانگ (به انگلیسی: Christopher Durang) (۲ ژانویهٔ ۱۹۴۹ – ۲ آوریل ۲۰۲۴) نمایشنامه‌نویس مطرح آمریکایی بود که بیشتر به خاطر کمدی ابزورد سیاسی-اجتماعی‌اش شناخته می‌شود.

## زندگی حرفه‌ای
دورانگ به عنوان بازیگر در فیلمهای کابوس بازیگر محصول سال ۱۹۸۷، سالن خانه محصول سال ۱۹۹۲ و راه گاوچران محصول سال ۱۹۹۴ ظاهر شده است.

## آثار
کارهای او اغلب به طور انتقادی به موارد کودک آزاری، دگم کاتولیک روم ، فرهنگ و همجنس‌گرایی می پردازد. در حالی که استفاده دورانگ از تقلید و انتقاد از بسیاری از نهادهای اجتماعی ممکن است گاهی بیش از حد بدبینانه به نظر برسد.
نمایشنامه‌های وی در سراسر آمریکا از جمله در برادوی و خارج از برادوی اجرا شده است.